# Ҙ
Cette page contient des caractères spéciaux ou non latins. S’ils s’affichent mal (▯, ?, etc.), consultez la page d’aide Unicode.
Ҙ (minuscule : ҙ), appelé zé cramponné ou parfois zé cédille, est une lettre de la variante de l’alphabet cyrillique utilisée dans l’écriture du bachkir ou du selkoupe du sud, et a été utilisée en kabarde. Elle a la forme d’un З (zé) avec un crampon sous la forme d’un crochet droit ou parfois une cédille. Elle note la consonne /ð/ en bachkir et le consonne /dz/ en selkoupe.

## Utilisation
L’alphabet kabarde de Lev Lopatinsky (en) et Pago Tambiev, dans des ouvrages qu’ils publient dans les années 1890 et 1900, utilise le zé cramponné ‹ ҙ ›.

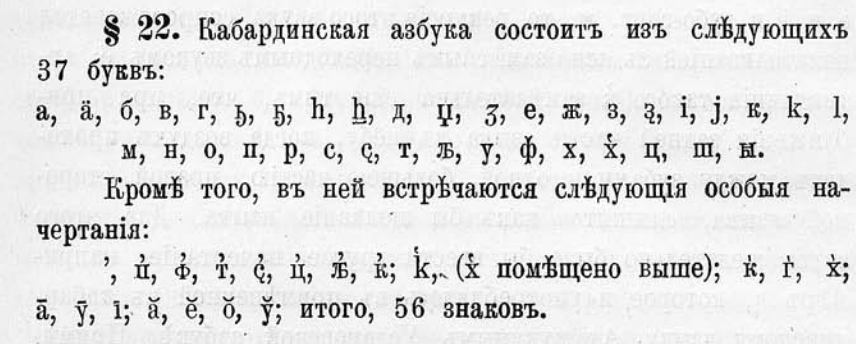
Alphabet kabarde dans Lopatinsky 1890.

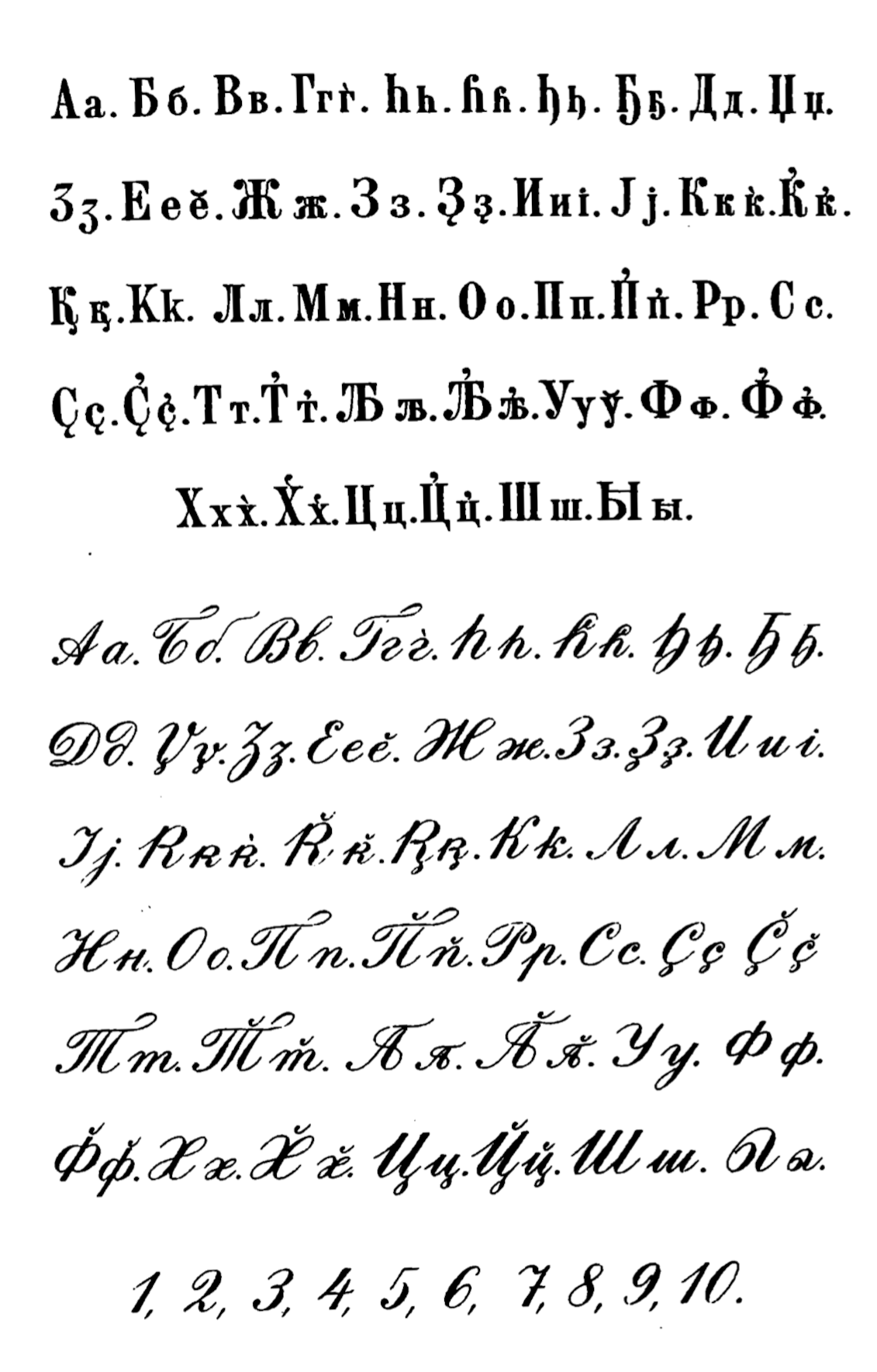
Alphabet kabarde de l’abécédaire de Tambiev 1906.

L’alphabet komi proposé en 1937 utilise le zé cramponné ‹ ҙ › mais il est remplacé par le digramme dé-zé ‹ дз › dans l’alphabet adopté en 1938.
L’alphabet cyrillique bachkir, approuvé en 1939 et adopté en 1940, utilise le zé cramponné ‹ ҙ › après les travaux pour un nouvel alphabet débutés en 1938.
Le zé cramponné est utilisé dans l’orthographe selkoupe par certains auteurs pour représenter une consonne affriquée alvéolo-palatale voisée [dz]. Il est notamment utilisé dans le dictionnaire selkoupe-russe de Bykonia, Kouznetsova et Maksimova publié en 2005 ,, par exemple dans альҙига « grand-mère » en selkoupe siousioukoum.

### Formes et variantes

Variante avec un crochet gauche.
Variante avec un crochet droit.

## Représentation informatique
Le zé cramponné peut être représenté avec les caractères Unicode suivants (cyrillique) :
| formes    | représentations | chaînes de caractères | points de code | descriptions                             |
| --------- | --------------- | --------------------- | -------------- | ---------------------------------------- |
| capitale  | Ҙ               | Ҙ                     | U+0498         | lettre majuscule cyrillique zé cramponné |
| minuscule | ҙ               | ҙ                     | U+0499         | lettre minuscule cyrillique zé cramponné |